# Euploea maaseni
Euploea maaseni är en fjärilsart som beskrevs av Sharp 1886. Euploea maaseni ingår i släktet Euploea och familjen praktfjärilar. Inga underarter finns listade i Catalogue of Life.